# 瓜達盧長腿兀鷹
是一種已滅絕的猛禽，與鳳頭卡拉鷹是近親。牠們最初是分類在Polyborus中。
在20世紀初以前，瓜達盧長腿兀鷹棲息在墨西哥的瓜達盧普島。因為瓜達盧長腿兀鷹以往被認為是卡拉卡拉鷹的亞種，故後者有時會被稱為瓜達盧長腿兀鷹。牠們於2000年被定為獨立的物種。
早期的觀察者指瓜達盧長腿兀鷹為「惡魔」。牠們因牧羊業的獵殺及毒害而滅絕。1876年時，牠們在島內仍很普遍。但到了1897年時，就只見到一隻，但相信仍未消失。於1900年，Rollo Beck捕捉了9隻瓜達盧長腿兀鷹作為標本。他可能射殺了島內最後一隻卡拉卡拉鷹。於1903年有多個未確認的報告見到牠們，但於1906年就肯定了牠們的消失。
瓜達盧長腿兀鷹是其中一種人類刻意滅絕的物種。由於牠們有時會獵殺幼羊，牧羊業則要求殺絕牠們。牠們的棲息地被數以萬計的野山羊所破壞，導致了其他物種的滅絕。
已知一種寄生蟲Acutifrons caracarensis與瓜達盧長腿兀鷹一同滅絕。
目前共發現了約35個瓜達盧長腿兀鷹的標本。這些標本分別存放在芝加哥、華盛頓及倫敦。